# Veit I. Truchseß von Pommersfelden

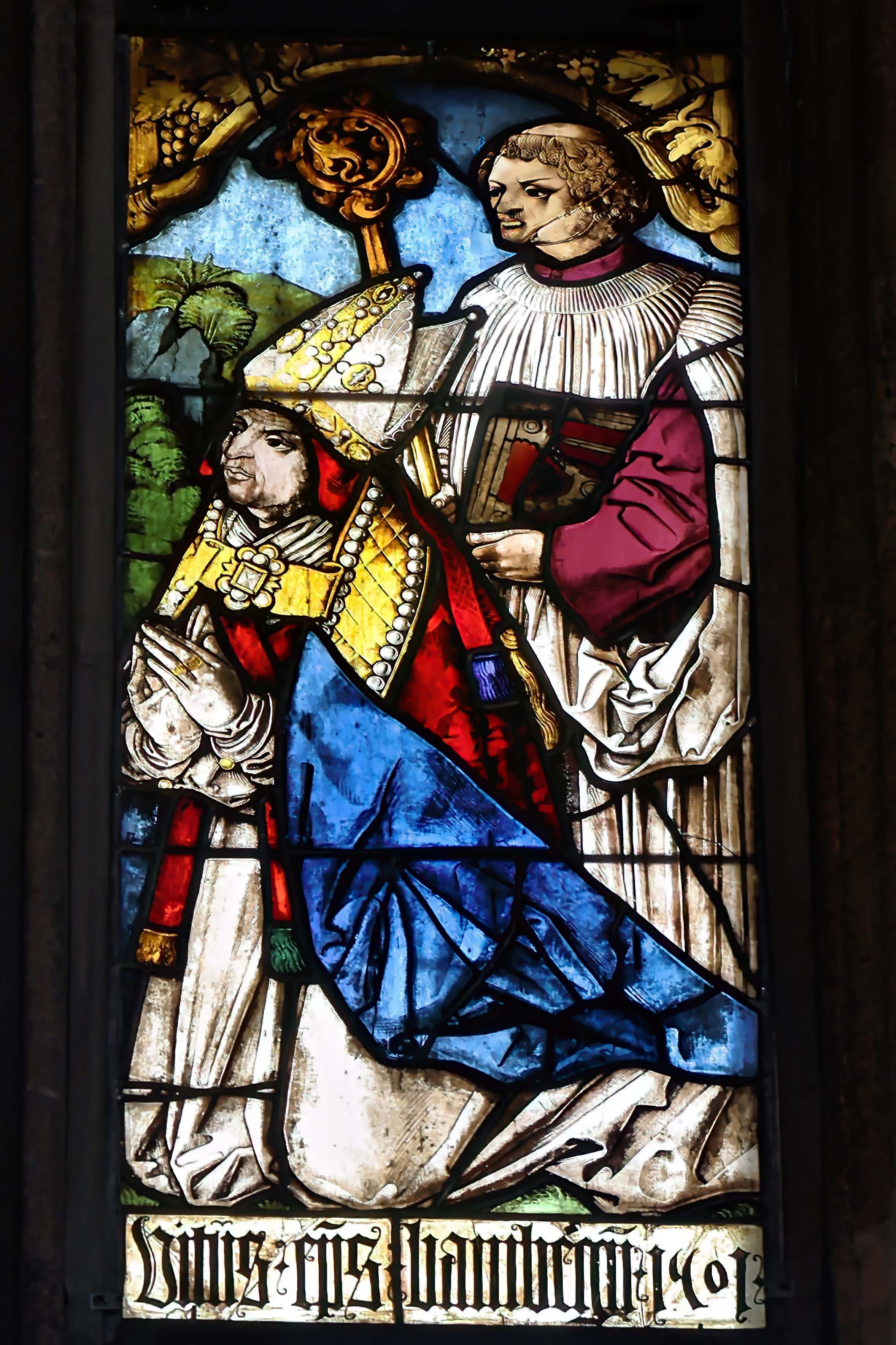
Darstellung des Fürstbischofs im Bamberger Fenster von St. Sebald in Nürnberg, Arbeit von Albrecht Dürer und Veit Hirschvogel (1501/02)

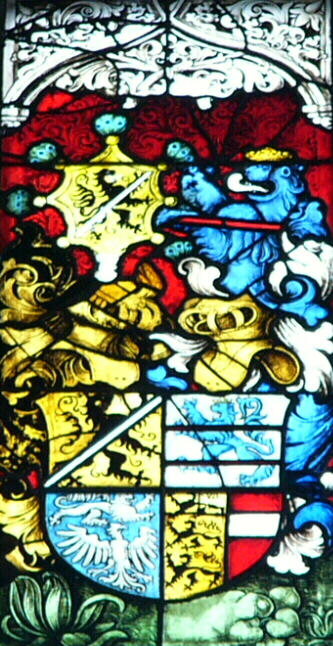
Fürstbischöfliches Wappen

Veit I. Truchseß von Pommersfelden († 7. September 1503) war von 1501 bis zu seinem Tode 1503 Fürstbischof des Hochstiftes Bamberg.

## Veit I. Truchseß von Pommersfelden im Familienkontext
Veit I. Truchseß von Pommersfelden stammte aus der fränkischen reichsfreien Adelsfamilie der Truchseß von Pommersfelden (siehe auch Liste fränkischer Rittergeschlechter). Der namensgebende Ort Pommersfelden ist eine Gemeinde im oberfränkischen Landkreis Bamberg. Das ursprüngliche Hofamt des Truchsess wurde im Laufe der Zeit zu einem festen Bestandteil im Namen.
Aus der Familie stammte auch Lorenz Truchseß von Pommersfelden (1473–1543), Domdechant von Mainz, ein Zeitgenosse des deutlich älteren Veit I.

## Biografische Daten
Veit I. Truchseß von Pommersfelden wurde 1501 vom Eichstätter Fürstbischof Gabriel von Eyb zum Fürstbischof geweiht. Zur Zeit der Ernennung von Veit zum Fürstbischof war Alexander VI. Papst. Seine Regentschaft dauerte nur wenige Jahre. Das Grabmal ist ein Werk von Peter Vischer.

## Wappen
Das Wappen des Fürstbischofs ist geviert. Die Felder zwei und drei greifen das Familienwappen der Truchseß von Pommersfelden auf. Bei Siebmacher sind dies in ein blauer Löwe mit goldener Krone auf silbernem Grund. Über das Motiv sind zwei waagrechte rote Balken gelegt. Die übrigen beiden Felder zeigen für Bamberg den schwarzen Löwen, belegt mit einer silbernen Schrägleiste auf goldenem Grund.